# Diecezja Knoxville
Diecezja Knoxville (łac. Dioecesis Knoxvillensis, ang. Diocese of Knoxville) jest diecezją Kościoła rzymskokatolickiego we wschodniej części stanu Tennessee. 

## Historia
Diecezja została kanonicznie erygowana 27 maja 1988 roku przez papieża Jana Pawła II. Wyodrębniono ją z terenów diecezji Nashville. Pierwszym ordynariuszem został kapłan diecezji Jefferson City pochodzenia irlandzkiego Anthony Joseph O’Connell (1938-2012). Kościół, który został wyznaczony na katedrę diecezjalną, wybudowano w roku 1956. 

## Ordynariusze
- Anthony Joseph O’Connell (1988–1998)
- Joseph Kurtz (1999–2007)
- Richard Stika (2009–2023)
- Mark Beckman (2024–nadal)